# Mactrotoma fragilis
Mactrotoma fragilis är en musselart som först beskrevs av Gmelin 1791.  Mactrotoma fragilis ingår i släktet Mactrotoma och familjen Mactridae. Inga underarter finns listade i Catalogue of Life.